# Campoplex kamijoi
Campoplex kamijoi är en stekelart som beskrevs av Setsuya Momoi 1977. Campoplex kamijoi ingår i släktet Campoplex och familjen brokparasitsteklar. Inga underarter finns listade.